# Fumie Suguri
Fumie Suguri  (jap. 村主 章枝, Suguri Fumie; * 31. Dezember 1980 in Chiba, Präfektur Chiba) ist eine ehemalige japanische Eiskunstläuferin, die im Einzellauf startete.

## Karriere
Suguri begann im Alter von fünf Jahren in Anchorage mit dem Eislaufen. Ihr Vater, ein Pilot, arbeitete in Alaska. Als sie nach Japan zurückkehrte, war sie sechs Jahre alt. Ihre Mutter brachte sie sogleich zu einer Eislaufschule. Fumies Schwester Chika ist ebenfalls Eiskunstläuferin.
Suguri wurde in den Jahren 1997, 2001–2003 und 2006 japanische Meisterin. 2004 gewann sie in Colorado Springs als erste Japanerin das Grand-Prix-Finale. Auch die Vier-Kontinente-Meisterschaften konnte Suguri 2001 in Salt Lake City als erste Japanerin für sich entscheiden. Sie gewann den Wettbewerb erneut in den Jahren 2003 und 2005. Mit drei Siegen ist sie Rekordsiegerin bei den Vier-Kontinente-Meisterschaften.
Bei Weltmeisterschaften erreichte Suguri dreimal das Podium. 2002 und 2003 gewann sie die Bronzemedaille und 2006 wurde sie in Calgary Vize-Weltmeisterin hinter Kimmie Meissner. Sie nahm an zwei Olympischen Spielen teil. 2002 in Salt Lake City belegte sie den fünften Platz und 2006 in Turin wurde sie Vierte.
2016 nahm Suguri an der ISU Adult Figure Skating Competition teil und belegte einen ersten Platz in Masters Elite Ladies I Artistic Skating und einen dritten Platz in Masters (Elite) Ladies I Free Skating. 2017 trat sie erneut im Free Skating an und wurde wieder Dritte.

## Persönliches
Im November 2014 outete sich Suguri als bisexuell.

## Ergebnisse

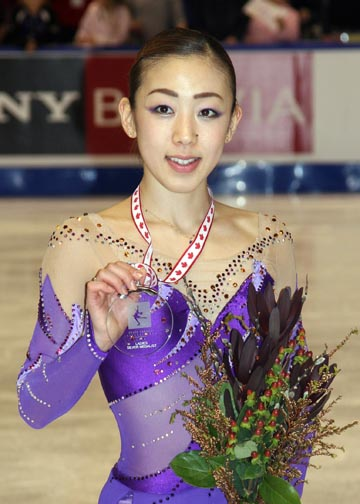
Suguri 2008 bei Skate Canada

| Wettbewerb / Saison             | 95/96 | 96/97 | 97/98 | 98/99 | 99/00 | 00/01 | 01/02 | 02/03 | 03/04 | 04/05 | 05/06 | 06/07 | 07/08 | 08/09 | 09/10 | 10/11 |
| ------------------------------- | ----- | ----- | ----- | ----- | ----- | ----- | ----- | ----- | ----- | ----- | ----- | ----- | ----- | ----- | ----- | ----- |
| Olympische Winterspiele         |       |       |       |       |       |       | 5.    |       |       |       | 4.    |       |       |       |       |       |
| Weltmeisterschaften             |       | 18.   |       | 20.   |       | 7.    | 3.    | 3.    | 7.    | 5.    | 2.    |       |       | 8.    |       |       |
| Vier-Kontinente-Meisterschaften |       |       |       | 5.    | 4.    | 1.    |       | 1.    |       | 1.    |       | Z     | 10.   | 6.    |       |       |
| Grand-Prix-Finale               |       |       |       | 5.    |       |       |       | 6.    | 1.    |       |       | 4.    |       |       |       |       |
| Juniorenweltmeisterschaften     | 4.    | 4.    |       |       |       |       |       |       |       |       |       |       |       |       |       |       |
| Japanische Meisterschaften      | 4.    | 1.    | 2.    | 2.    | 3.    | 1.    | 1.    | 1.    | 2.    | 3.    | 1.    | 4.    | 4.    | 2.    | 7.    | 7.    |

- Z = Zurückgezogen